# Fremitomyces
Fremitomyces — рід грибів родини Phyllachoraceae. Назва вперше опублікована 1999 року.

## Класифікація
До роду Fremitomyces відносять 2 види:
- Fremitomyces mahe
- Fremitomyces punctatus